# 11:14
11:14 (eng: 11:14) är en amerikansk-kanadensisk komedifilm från 2003 i regi av Greg Marcks. Filmens scener cirklar alla runt det centrala klockslaget 11:14.

## Rollista (i urval)
- Henry Thomas – Jack Levine
- Blake Heron – Aaron Lewis
- Barbara Hershey – Norma
- Clark Gregg – George Hannagan
- Hilary Swank – Buzzy
- Shawn Hatosy – Duffy Nichols
- Stark Sands – Tim
- Colin Hanks – Mark
- Ben Foster – Eddie
- Patrick Swayze – Frank
- Rachael Leigh Cook – Cheri
- Jason Segel – Leon
- Rick Gomez – Kevin